# (39467) 1978 RA7
1978 أر أي 7 (ويعرف أيضًا باسم (39467) 1978 أر أي 7 وفق تسمية الكوكب الصغير) (بالإنجليزية: 1978 RA7)‏ هو كويكب ضمن حزام الكويكبات؛ وترتيبه 39467 من حيث الاكتشاف.
اكتُشف هذا الجُرم الفلكي بواسطة Claes-Ingvar Lagerkvist ‏ في 2 سبتمبر 1978.

## وصلات خارجية
- (39467) 1978 RA7 في قاعدة بيانات مختبر الدفع النفاث لأجرام النظام الشمسي الصغيرة

- الاكتشاف · مخطط المدار ·  العناصر المدارية · المعلمات المادية

- (39467) 1978 RA7 على موقع ويكي سكاي: DSS2, SDSS, GALEX, IRAS, Hydrogen α, X-Ray, Astrophoto, Sky Map, Articles and images